# Life is Beautiful (藤井フミヤのアルバム)
『Life is Beautiful』（ライフ イズ ビューティフル）は、藤井フミヤ19枚目のオリジナル・アルバム。2012年7月11日に、ソニー・ミュージックアソシエイテッドレコーズからリリースされた。

## 概要
前作『F's シネマ』から3年振りとなるアルバム。発売日はフミヤの50歳誕生日当日。
オリジナル・アルバムとしては『Order Made』以来、実に5年振り。
本作は、DVD付初回生産限定盤・CD2枚組期間生産限定盤・通常盤の3形態で発売。
初回生産限定盤には『僕らの人生』『Life is Beautiful』 MUSIC VIDEOを収録したDVDとロングインタビュー・撮り下ろし写真等を特別編集した「Life is Beautiful」スペシャルマガジンBOOKを同梱。
期間生産限定盤にはフミヤの過去楽曲から「Life is Beautiful」のテーマで選曲した5曲を、Blu-spec CDで同梱。
本作を携えた同タイトルの全国ツアーを、2012年9月9日～12月7日まで開催。

## 収録曲
※初回生産限定盤、期間生産限定盤、通常盤共通。
| #         | タイトル                                      | 作詞                 | 作曲       | 編曲                 | 時間  |
| --------- | --------------------------------------------- | -------------------- | ---------- | -------------------- | ----- |
| 1.        | 「Life is Beautiful」                         | 藤井フミヤ           | 藤井フミヤ | 斎藤有太             | 3:57  |
| 2.        | 「なんかいいこと」                            | 藤井フミヤ           | 藤井フミヤ | 亀田誠治             | 5:29  |
| 3.        | 「三毛猫のキーホルダー」                      | 藤井フミヤ           | 有賀啓雄   | 有賀啓雄             | 3:08  |
| 4.        | 「今、君に言っておこう」(supervisor:小田和正) | 藤井フミヤ           | 藤井フミヤ | 有賀啓雄             | 5:38  |
| 5.        | 「点線」                                      | 河野丈洋             | 河野丈洋   | 有賀啓雄             | 3:29  |
| 6.        | 「赤いスイッチ」                              | 藤井フミヤ           | 藤井フミヤ | 有賀啓雄             | 3:40  |
| 7.        | 「突然に完全な空前の一目惚れ」                | 藤井フミヤ           | 藤井フミヤ | 藤井フミヤ・増本直樹 | 3:08  |
| 8.        | 「Me too I love you」                         | 藤井フミヤ           | 亀田誠治   | 亀田誠治             | 3:45  |
| 9.        | 「Next Dream」                                | 藤井フミヤ           | 亀田誠治   | 亀田誠治             | 4:49  |
| 10.       | 「君に会えてよかった（2012 Album Version）」  | 河口恭吾・藤井フミヤ | 河口恭吾   | 有賀啓雄             | 4:32  |
| 11.       | 「銀河放浪」                                  | 藤井フミヤ           | 藤井尚之   | 増本直樹             | 5:46  |
| 12.       | 「僕らの人生」                                | 藤井フミヤ           | 増本直樹   | 増本直樹             | 4:56  |
| 13.       | 「愚か者の詩」                                | 藤井フミヤ           | 藤井フミヤ | 斎藤有太             | 5:27  |
| 合計時間: | 合計時間:                                     | 合計時間:            | 合計時間:  | 合計時間:            | 57:44 |

| #  | タイトル                           | 作詞 | 作曲・編曲 |
| -- | ---------------------------------- | ---- | ---------- |
| 1. | 「Life is Beautiful」(MUSIC VIDEO) |      |            |
| 2. | 「僕らの人生」(MUSIC VIDEO)        |      |            |

### 期間生産限定盤Blu-spec CD
1. TRUE LOVE
2. エンジェル
3. ALIVE
4. わらの犬
5. 大切な人へ

### 楽曲解説
1. Life is Beautiful
2. なんかいいこと
3. 三毛猫のキーホルダー
4. 今、君に言っておこう
5. 点線
河野丈洋（GOING UNDER GROUND）のミニ・アルバム『CRAWL』に収録された楽曲のカバー。
6. 赤いスイッチ
7. 突然に完全な空前の一目惚れ
8. Me too I love you
9. Next Dream
10. 君に会えてよかった（2012 Album Version）
11. 銀河放浪
12. 僕らの人生
13. 愚か者の詩